# Meertinus Meijering
Meertinus Pieter Daniël Meijering (* 8. Mai 1933 in Groningen; † 30. Dezember 2024) war ein deutsch-niederländischer Biologe, Pädagoge und Hochschullehrer. Sein Arbeitsschwerpunkt lag auf der Limnologie von Fließgewässern.

## Leben

### Herkunft und Ausbildung
Meijering war gebürtiger Niederländer, verbrachte den Großteil seines Lebens allerdings in Deutschland. Er besuchte die Hermann-Lietz-Schule auf der ostfriesischen Insel Spiekeroog und legte 1952 sein Abitur ab. Anschließend studierte er an der Justus-Liebig-Universität Gießen Biologie und wurde dort 1958 zum Dr. rer. nat. promoviert.

### Berufliche Karriere
Seinen Einstieg ins Berufsleben fand Meijering nach der Promotion 1958 als Biologielehrer an der Spiekerooger Hermann-Lietz-Schule. Diese Position bekleidete er bis 1967 und wechselte dann in die wissenschaftliche Forschung. Er erhielt eine Anstellung an der zum Max-Planck-Institut für Limnologie gehörenden limnologischen Fluss-Station in der mittelhessischen Kleinstadt Schlitz, wo er bis 1984 tätig war. Zwischen 1973 und 1976 sowie abermals 1977/78 oblag Meijering darüber hinaus die Oberleitung der im Sinne der Lietz’schen Reformpädagogik geführten Deutschen Landerziehungsheime (DLEH).
Am 8. Dezember 1971 habilitierte er sich in Gießen für die Fächer Zoologie und Limnologie. Ab dem Sommersemester 1977 besaß Meijering einen Lehrauftrag für Limnologie an der Christian-Albrechts-Universität zu Kiel. In seinen Vorlesungen und Seminaren gab er eine Einführung in die Limnologie der Fließgewässer und befasste sich unter anderem mit der physiologischen Ökologie der Süßwasserfauna, mit Fließgewässern unter besonderer Berücksichtigung der Abwasserbelastung sowie mit der Limnologie einzelner Regionen (Polarregionen, Quellen im osthessischen Bergland sowie belastete Mittelgebirgsflüsse). Im Jahr 1982 wurde er – unter gleichzeitiger Ernennung zum Privatdozenten – an die Kieler Universität umhabilitiert. Er gehörte dem dortigen Lehrkörper bis zum Sommersemester 1985 an. An der Gesamthochschule Kassel wurde er 1983 „in Anerkennung seiner langjährigen Lehrtätigkeit im Studiengang Umweltsicherung des Fachbereichs Landwirtschaft“ vom hessischen Kultusminister Hans Krollmann zum Honorarprofessor für die Biologie der Fließgewässer ernannt.
Obschon er sich in seinen Publikationen vereinzelt auch mit ornithologischen und botanischen Themen auseinandersetzte, lag Meijerings Forschungsschwerpunkt doch auf kleinen Krebstieren – im Speziellen auf der Unterklasse der Ruderfußkrebse (Copepoda), auf der Flohkrebs-Gattung Gammarus sowie auf der Kiemenfußkrebs-Ordnung der Krallenschwänze (Onychura, syn. Cladocera) (hier besonders auf der Gattung Daphnia). Ab 1986 war er die treibende Kraft hinter einem mehrjährigen Renaturierungsprojekt am Wilhelmshäuser Bach im hessischen Werra-Meißner-Kreis.

## Auszeichnungen
- 2022: Ehrenpreis des Spiekerooger Umweltpreises („für seine großen Verdienste rund um den Schutz der Natur auf der Insel“)[3]

## Publikationen (Auswahl)
Monographien
- Johannes Meyer-Deepen; Meertinus Meijering: Spiekeroog. Kurverwaltung Spiekeroog, 1970, 188 Seiten.
- Johannes Meyer-Deepen; Meertinus Meijering: Spiekeroog. Naturkunde einer ostfriesischen Insel. Kurverwaltung Spiekeroog, 1979, 273 Seiten.
- Jörg Brehm; Meertinus Meijering: Fließgewässerkunde. Einführung in die Limnologie der Quellen, Bäche und Flüsse. In der Reihe: „Biologische Arbeitsbücher“, Band 36. Verlag Quelle & Meyer, Heidelberg 1982, 311 Seiten.
- Meertinus Meijering (Hrsg.): Beiträge zur Limnologie von Fließgewässern in der Umgebung Witzenhausens. In der Reihe: „Ökologie und Umweltsicherung“, Band 6/94. Gesamthochschule Kassel, 1994, 120 Seiten.